# All Hands on Deck
„All Hands on Deck” este un cântec înregistrat de cântăreața americană Tinashe pentru albumul ei de debut Aquarius (2014). Acesta a fost scris de către Tinashe, Bebe Rexha, Stargate și Cashmere Cat, și produsă de ultimii doi. Acesta a fost lansat ca al treilea și ca ultimul single al albumului pe data de 24 februarie 2015. O versiune remix în colaborare cu Iggy Azalea a fost lansată în aceaș zi, iar a doua versiune în colaborare cu DeJ Loaf a fost lansată pe data de 8 iunie 2015.

## Lista pieselor
- Descărcare digitală[1]

1. „All Hands on Deck (Remix)” (în colaborare cu Iggy Azalea) – 3:40

- Descărcare digitală[2]

1. „All Hands on Deck” [Piesa albumului] – 3:41

## Istoricul lansărilor
| Țară                       | Dată              | Format                                          | Casă de discuri | Ref.  |
| -------------------------- | ----------------- | ----------------------------------------------- | --------------- | ----- |
| Statele Unite ale Americii | 24 februarie 2015 | Urban contemporary – Versiunea albumului        | RCA             | [ 3 ] |
| Statele Unite ale Americii | 24 februarie 2015 | Descărcare digitală – versiunea lui Iggy Azalea | RCA             | [ 4 ] |
| Australia                  | 24 februarie 2015 | Descărcare digitală – versiunea lui Iggy Azalea | RCA             | [ 1 ] |
| Regatul Unit               | 31 iulie 2015     | Descărcare digitală – versiunea lui Iggy Azalea | RCA             | [ 5 ] |